# Linje 5C
Linje 5C er en buslinje i København, der kører mellem Herlev Hospital og Københavns Lufthavn, Kastrup. Linjen er udliciteret til GoCollective (før Arriva Danmark), der driver linjen fra sit garageanlæg i Gladsaxe. Med ca. 17,5 mio. passagerer i 2024 er linjen den mest benyttede af Movias buslinjer. Linjen betjener blandt andet Husum, Brønshøj, Nørrebro, Nordvest, Indre By, Sundbyerne og Kastrup.
Linje 5C blev oprettet den 23. april 2017 i form af en omdannelse af den hidtidige linje 5A. Linje 5C er den første og indtil videre eneste i Movias koncept Cityline, der er et koncept med udstrakt brug af busbaner og betjening med ledbusser. Busserne er 18,7 m lange og har plads til 147 passagerer. Der er fri ind- og udstigning ad alle døre.
Linje 5C er bestilt og betalt af Herlev, Københavns og Tårnby Kommuner, der også har investeret i opgradering af stoppesteder og forbedret fremkommelighed. Citylinekonceptet minder om det europæiske buskoncept Bus rapid transit (BRT), der også benyttes i andre storbyer, blandt andet Paris og Barcelona.

## Historie

### Baggrund
Linje 5C er en omdannelse af linje 5A, der blev oprettet 20. oktober 2002 som en af de første linjer i det nye A-busnet, der etableredes i København i 2002-2003. Baggrunden for etableringen var anlæggelsen af den første metro i København, der indviedes 19. oktober 2002, og som gav store påvirkninger af det københavnske busnet. I den forbindelse valgte man at nytænke nettet med seks grundlæggende stambuslinjer med direkte linjeføringer og hyppig drift suppleret af et antal andre linjer.
Ved oprettelsen kørte linje 5A fra Husum Torv ad Frederikssundsvej og Nørrebrogade, forbi Rådhuspladsen og Københavns Hovedbanegård og videre over Langebro og ad Amagerbrogade til Sundbyvester Plads. Den 16. marts 2008 blev linjen forlænget fra Sundbyvester Plads til Københavns Lufthavn, Kastrup som erstatning for linje 250S som blev omlagt og afkortet til Islands Brygge, og 24. marts 2013 fik den, ligesom de fleste andre A-buslinjer, drift døgnet rundt.
Linje 5A blev hurtigt en succes, og allerede fire år efter starten kunne man i 2006 mønstre ca. 60.000 daglige passagerer svarende til ca. 17 mio. om året. I 2014 var tallet vokset til 20. mio. årlige passagerer, mere end 9 % af Movias samlede passagertal, hvilket gjorde linje 5A til den mest benyttede buslinje i Norden. Det var dog ikke så meget fordi, linjen var populær i sig selv, men fordi den kørte gennem Nørrebro og Sundbyerne, der kun betjentes af S-tog og metro i begrænset omfang. Resultatet var kapacitetsproblemer og langsom kørsel store dele af døgnet. Linje 5A blev ellers betjent af op til 45 13,7 m-busser i myldretiden, men det var ikke nok. En mulig løsning på det kunne imidlertid være indsættelse af ledbusser med væsentlig større kapacitet. For at afprøve denne mulighed indsattes fem ledbusser af forskellige typer som forsøg på linjen mellem Husum Torv og Sundbyvester Plads fra 19. august til 18. oktober 2013. Der havde i øvrigt tidligere kørt ledbusser på forskellige linjer i København og omegn fra 1980 til 2008, men Københavns Kommune havde i en årrække ikke ønsket ledbusser i gaderne.
Slutresultatet blev dog ikke bare indsættelse af ledbusser men en fuldstændig relancering af linje 5A efter +Way-konceptet, Movias udgave af bus rapid transit, med udstrakt brug af busbaner og højklassede stoppesteder. En første sådan med navnet Den kvikke vej og med busbaner og stoppesteder i gademidten mellem Fredensbro og Lyngbyvej indviedes 19. september 2014. Den benyttes blandt andet af linje 6A og linje 150S, der dog betjenes af almindelige 12- hhv. 14,6 m-busser. I forbindelsen med udbuddet af linje 5A i udbud A13, der trådte i kraft 15. december 2015, planlagde man imidlertid en fuldstændig gennemførelse af konceptet for hele denne linje inspireret af tilsvarende koncepter i blandt andet Malmø, Paris og Barcelona. Desuden blev det besluttet at forlænge linjen fra Husum Torv ad Herlev Hovedgade og Herlev Ringvej til Herlev Hospital, hvor den på sigt vil få tilslutning til den kommende letbane ad Ring 3. De første skridt til omdannelsen af linjen blev taget i løbet af 2015, hvor Københavns Kommune gik i gang med at ombygge Frederikssundsvej, så busserne kunne komme hurtigere frem. I den følgende tid blev stoppestederne desuden opgraderet med nye læskærme og digital trafikinformation. Derudover blev der etableret en ny vendesløjfe ved Herlev Hospital.
Driften skulle varetages af 37 biogas-ledbusser af typen MAN Lion’s City GL CNG med yderligere fire i reserve. Busserne har plads til 147 passagerer mod 82 passagerer i de gamle og fik som noget nyt fri ind- og udstigning af alle døre. For at markere at der var tale om et nyt koncept, blev de desuden turkisfarvede med gule hjørner for og bag. I forvejen var der blevet indsat en bus i det planlagte design som forsøg på linje 5A fra oktober 2015 for at finde ud af, hvad passagererne syntes om det, før serieproduktionen af de nye ledbusser begyndte. Desuden blev navnet undersøgt. Her viste det sig, at to trediedele af de adspurgte ikke mente, at +Way passede til busser, mens halvdelen omvendt mente, at et af alternativerne, CityLine, gjorde. Som følge deraf valgte Movia at markedsføre konceptet som CityLine overfor passagererne, idet det dog stadig kaldes +Way overfor kommuner og andre samarbejdspartnere. Med det nye navn fulgte også en ændring af linjenummeret til 5C, hvor C er det nye produktbogstav for CityLine-busser. Der er dog ikke annonceret planer om andre tilsvarende linjer.

### Oprettelsen
Den officielle indvielse af linje 5C fandt sted fredag den 21. april 2017. To af de nye ledbusser kørte fra henholdsvis Herlev og Tårnby til Rådhuspladsen, hvor en tredje ledbus ventede. Herefter var der tale af blandt andre Københavns overborgmester Frank Jensen, Herlevs borgmester Thomas Gyldal Petersen og Tårnbys viceborgmester Allan Andersen. Desuden deltog Sporvejsmuseet Skjoldenæsholm med en veteranbus fra 1972, hvor linje 5A's forgænger linje 5 blev omstillet fra sporvogns- til busdrift.
Den egentlige omdannelse af linje 5A til 5C fandt sted søndag den 23. april 2017. Da linje 5A imidlertid havde haft døgndrift siden 2013, kom omdannelsen til at finde sted midt om natten og med et vist overlap mellem de to linjenumre. Den første linje 5C havde afgang fra Herlev Hospital præcis ved midnat. Det var i øvrigt præcist på 45 års dagen for forgængeren linje 5's omstilling fra sporvogns- til busdrift tilbage i 1972.
Passagerne mærkede omdannelsen på flere måder. Blandt andet fik busserne på linjen som noget nævnt fri ind- og udstigning af alle døre. Desuden skulle passagererne nu selv åbne dørene ved at trykke på en knap. Antallet af pladser blev øget fra 82 til 147 i de enkelte busser. De ekstra pladser var dog udelukkende ståpladser, for antallet af siddepladser blev reduceret til 37 mod 42 i de gamle busser. Desuden blev antallet af afgange i dagtimerne reduceret fra 18 til 15 gange i timen mellem Husum Torv og Sundbyvester Plads.

### Drift og omlægninger
De første dage gik ikke særligt godt for linje 5C men var derimod præget af forsinkelser og ophobninger med to eller tre busser lige efter hinanden. Det var et problem, der også var kendt fra linje 5A, men med indsættelsen af ledbusser blev problemet bogstaveligt talt større. Årsagerne til forsinkelserne skulle muligvis søges i, at køretiden var gjort kortere, og at passagererne skulle vænne sig til selv at åbne dørene.
Ved et års jubilæet 23. april 2018 var der lidt blandede erfaringer med linjen. Movia oplyste at passagerernes rejsetid med line 5C var faldet med 5-7 % i forhold til linje 5A, og at antallet af rettidige busser var steget med 5-8 procentpoint. Omfanget af busser der kørte lige efter hinanden var faldet til 5,6 % efter en køreplansændring i marts 2018 mod 7,5-10 % på linje 5A i 2014-2016. Til gengæld var passagertallene ikke steget som ventet men derimod faldet med 4 %. Tilfredsheden med antallet af afgange var faldet med 16 % og tilfredsheden med overholdelsen af køreplanen med 32 %. De seneste målinger viste dog også, at forbedringer i driften havde ført passagertal og tilfredshed tilbage til niveauet for linje 5A.
Den første omlægning af linjen fandt sted i sommeren 2017 som følge af fjernvarmearbejde på Jernbanegade og anlæggelsen af Rådhuspladsen Station på den kommende metrostrækning Cityringen. Det betød at linje 5C først omlagdes ad Vesterbrogade - H.C. Andersens Boulevard - Jarmers Plads i retning mod Herlev Hospital 4. juli 2017 og i modsat retning ad Studiestræde - H.C. Andersens Boulevard - Vesterbrogade 28. august 2017. Det blev efterfølgende ændret 29. januar 2019 til kørsel ad Vesterbrogade - H.C. Andersens Boulevard - Jarmers Plads i begge retninger. Fra 12. august 2018 til begyndelsen af 2019 blev linjen midlertidigt afkortet og omlagt fra Københavns Lufthavn, Kastrup til Kastrup Station som følge af vejarbejde ved lufthavnen. 2. september 2019 blev linjen omlagt ad Nørre Farimagsgade og Vendersgade i retning mod Lufthavnen. Det skyldtes at en del af Frederiksborggade var blevet inddraget til brug for en skurby i forbindelse med ombygningen af en ejendom på hjørnet af Nørre Voldgade til hotel.

### Nyt Bynet
29. september 2019 åbnede Metroselskabet metrostrækningen Cityringen. Det kom blandt andet til at berøre linje 5C, som kom til at møde Cityringen ved Nørrebro Station, Nørrebros Runddel, Rådhuspladsen og Hovedbanegården. Mange andre linjer blev også berørt, så derfor ændrede Movia det københavnske busnet 13. oktober 2019 til det, de kaldte for Nyt Bynet. Grundlaget for ændringerne blev skabt i forbindelse med udarbejdelse af Trafikplan 2016, der blev godkendt af Movias bestyrelse 23. februar 2017. Planerne blev efterfølgende mere konkrete med præsentationen af Nyt Bynet i januar 2018 med enkelte efterfølgende ændringer.
Nyt Bynet medførte ikke egentlige ændringer af linje 5C. Omlægningen ad Vesterbrogade og H.C. Andersens Boulevard blev dog permanent, da den hidtidige busterminal på Rådhuspladsen var blevet nedlagt. I de første planer havde det desuden været tanken, at linjen skulle have haft en afgrening fra Herlev Hovedgade ad linje 350S' hidtidige rute via Lautrupparken - Malmparken st. - Ballerup Boulevard til Ballerup st. Herved ville den komme til at erstatte linje 350S, der foresloges nedlagt, på hele dennes strækning mellem Ballerup st. og Nørreport st., idet de to linjer i forvejen kørte parallelt ad Frederikssundsvej og Nørrebrogade. Linje 350S fik dog lov at overleve i reduceret form mellem Ballerup st. og Nørreport st. ved indførelsen af Nyt Bynet.

## Materiel og drift
Der blev anskaffet 41 ledbusser af typen MAN Lion’s City GL CNG til linje 5C, hvoraf op til 37 bruges i den daglige drift, mens de sidste fire er i reserve. Busserne er 18,75 meter lange med plads til 147 passagerer. Der er fem dørpartier med fri ind- og udstigning og knapper, som passagerne selv skal trykke på for at åbne dørene. Udvendigt kan busserne kendes på deres turkise bemaling med gule hjørner, der adskiller dem fra de normalt gule københavnske busser. Den turkise farve går igen indvendigt på sæder og holdestænger. Busserne kører på biogas og er dermed CO2-neutrale, ligesom de udleder færre partikler og støjer mindre end de tidligere indsatte busser.
Ved stoppestederne er linje 5C markeret med turkis farve på stoppestedsstanderne. Ved en række stoppesteder er der opsat nye læskærme med trafikinformation i realtid. Der stoppes ved alle stoppesteder undervejs mellem Lufthavnen og Husum Torv og ved udvalgte stoppesteder mellem Husum Torv og Herlev Hospital. På dele af strækningen er der busbaner, der gør det muligt for busserne at komme hurtigere frem. Desuden er bilkørslen blevet begrænset på Nørrebrogade i forbindelse med en tidligere fredeliggørelse af gaden. Her har en række stoppesteder fået karakter af perroner, hvilket også er tilfældet visse steder på Frederikssundsvej. Modsat er der dog også nogle stoppesteder på linjen, hvor der kun er stoppestedsstandere, samt et par stykker i Tårnby Kommune, der har læskærme af ældre dato.
Mandag-lørdag køres der op til 15 gange i timen i dagtimerne og 9 gange i timen om aftenen på den centrale strækning mellem Husum Torv og Sundbyvester Plads. I dagtimerne fortsætter hver anden bus til Herlev Hospital og hver tredje til Lufthavnen, om aftenen hver tredje i begge ender. Om søndagen køres der 12 gange i timen i dagtimerne og 6 gange i timen om aftenen på den centrale strækning. I dagtimerne fortsætter hver anden bus til Herlev Hospital og hver fjerde til Lufthavnen, om aftenen hver anden i begge ender. Nat efter fredag og lørdag køres tre gange i timen på den centrale strækning og en gang i timen til Herlev Hospital og Lufthavnen. Øvrige nætter køres to gange i timen på den centrale strækning og en gang i timen til Herlev Hospital og Lufthavnen.

## Linjeføring
Linje 5C kører mellem Herlev Hospital og Københavns Lufthavn, Kastrup. Ved hospitalet har linjen endestation i en vendesløjfe ved Hyldemorsvej på den modsatte side af Herlev Ringvej. Fra hospitalet køres ad Herlev Ringvej og Herlev Hovedgade, der ved grænsen mellem Herlev og Københavns Kommune skifter navn til Frederikssundsvej. Frederikssundsvej er en af Københavns indfaldsveje, og med denne kommer linjen til trafikknudepunktet Husum Torv, hvor en del af linjens busser har endestation. Efterfølgende fortsættes videre indad Frederikssundsvej forbi Brønshøj Torv og Bellahøj, før vejen ender ved Nørrebro Station. Herfra går det videre ad Nørrebrogade gennem det tætbefolkede Nørrebro og forbi blandt andet Nørrebrohallen, Nørrebros Runddel og Assistens Kirkegård. Herefter går det videre over Dronning Louises Bro og ad Frederiksborggade forbi Torvehallerne til Nørreport Station, en af Danmarks mest benyttede stationer og dermed endnu et vigtigt knudepunkt.
Efter Nørreport Station fortsættes ad Nørre Voldgade og H.C. Andersens Boulevard til byens centrale plads, Rådhuspladsen med Københavns Rådhus. Herfra fortsættes ad Vesterbrogade mellem Tivoli og Axel Towers til Bernstorffsgade, hvor der ligger en busterminal langs med Hovedbanegården. Terminalen er anlagt som en enkelt øperron, så busser mod Herlev Hospital må dreje over i venstre side ad gaden før terminalen for at kunne vende dørene mod den og bagefter svinge tilbage til højre side af gaden. Efterfølgende går det videre forbi Politigården og ad Hambrosgade, Rysensteensgade og H.C. Andersens Boulevard op til Langebro, hvor linjen krydser Inderhavnen.
Nede på den anden side er man kommet til Amager og Amager Boulevard, som der fortsættes forbi Christianshavns Vold og højhushotellet Radisson Blu Scandinavia til Amagerbrogade. Ad Amagerbrogade fortsættes videre ud til Sundbyvester Plads, hvor der ligger en busterminal, hvor en del af linjens busser har endestation. Andre fortsætter dog videre ud ad Amagerbrogade over grænsen mellem Københavns og Tårnby Kommuner til Saltværksvej. Den betjenes i sin fulde længde, før linjen fortsætter ad Amager Strandvej forbi akvariet Den Blå Planet og ad Ellehammersvej til endestationen ved Lufthavnens Terminal 3. Her er der udover forbindelse til talrige fly til ind- og udland både en jernbanestation og en metrostation.

## Fakta
- Linjeføring
  - Herlev Hospital – Herlev Ringvej – Herlev Hovedgade – Frederikssundsvej – Husum Torv – Frederikssundsvej – Nørrebrogade – Dronning Louises Bro – Frederiksborggade – Nørre Voldgade – Jarmers Plads – H. C. Andersens Boulevard – Rådhuspladsen – Vesterbrogade – Bernstorffsgade – Hovedbanegården – Bernstorffsgade – Polititorvet – Hambrosgade – Rysensteensgade – Langebro – Amager Boulevard – Amagerbrogade – Sundbyvester Plads – Amagerbrogade – Amager Landevej – Saltværksvej – Amager Strandvej – Ellehammersvej – København Lufthavn, Kastrup[50]

- Overordnede linjevarianter
  - Herlev Hospital - Københavns Lufthavn, Kastrup[50]
  - Herlev Hospital - Sundbyvester Plads[50]
  - Husum Torv - Københavns Lufthavn, Kastrup[50]
  - Husum Torv - Sundbyvester Plads[50]

- Vigtige knudepunkter
  - Herlev Hospital, Herlev Bymidte, Husum Torv, Veksøvej, Brønshøj Torv, Bellahøj, Hulgårds Plads, Nørrebro st., Nørrebros Runddel, Elmegade, Nørreport st., Rådhuspladsen, Hovedbanegården, Sønderport, Amagerbro st., Sundbyvester Plads, Korsvejen, Skottegårdsskolen, Lufthavnen.

- Materiel
  - 41 ledbusser af typen MAN Lion’s City GL CNG. Bus nr. 1600-1640.[51]

| Entreprenør | Entreprenør                  |
| Fra         | Entreprenør, anlæg           |
| ----------- | ---------------------------- |
| 23-04-2017  | Arriva Danmark A/S, Gladsaxe |

| År          | 2021       | 2022       | 2023       | 2024       |
| ----------- | ---------- | ---------- | ---------- | ---------- |
| Passagertal | 12.950.678 | 15.993.547 | 17.536.473 | 17.511.099 |

## Kronologisk oversigt
Nedenfor er der gjort rede for permanente og længerevarende midlertidige ændringer. Der er set bort fra ændringer af få dages varighed og de til tider temmelig omfattende ændringer ved sportsbegivenheder, demonstrationer, statsbesøg og lignende. På linje 5C er det typisk Nørrebrogade, der bliver berørt ved sådanne lejligheder, så linjen må omlægges ad Ågade og Åboulevard.
| Rutehistorik                | Rutehistorik |
| Dato/periode                | Ændring |
| --------------------------- | --- |
| 23-04-2017                  | Linje 5A omdannes til linje 5C og forlænges fra Husum Torv ad Frederikssundsvej - Herlev Hovedgade - Herlev Ringvej til Herlev Hospital. Herlev Hospital – Herlev Ringvej – Herlev Hovedgade – Frederikssundsvej – Husum Torv – Frederikssundsvej – Nørrebrogade – Dronning Louises Bro – Frederiksborggade – Nørre Voldgade – Jarmers Plads – Vester Voldgade – Rådhuspladsen – Jernbanegade – Hammerichsgade – Bernstorffsgade – Hovedbanegården – Bernstorffsgade – Polititorvet – Hambrosgade – Rysensteensgade – Langebro – Amager Boulevard – Amagerbrogade – Sundbyvester Plads – Amagerbrogade – Amager Landevej – Saltværksvej – Amager Strandvej – Ellehammersvej – Lufthavnen, Udenrigsterminalen Herlev Hospital - Husum Torv og Sundbyvester Plads - Lufthavnen betjenes kun af hver anden eller tredje afgang. |
| 04-07-2017                  | Omlægges i retning mod Herlev Hospital ad Vesterbrogade - H.C. Andersens Boulevard - Jarmers Plads. Omlægningen skyldes fjernvarmearbejde og ensretning af Jernbanegade. Omlægningen udvides 28. august, så der i retning mod Lufthaven køres ad Studiestræde - H.C. Andersens Boulevard - Vesterbrogade. |
| 29-04-2018 - 15-11-2018     | Omlægges i retning mod Lufthavnen ad Holmbladsgade - Ålandsgade - Frankrigshusene - Wittenberggade - Moselgade - Øresundsvej. Omlægningen skyldes ensretning af Amagerbrogade. |
| 12-08-2018 - 20-01-2019     | Afkortes og omlægges fra Lufthavnen til Kastrup st. med sløjfekørsel ad Saltværksvej - Amager Strandvej - Skøjtevej - Kastruplundgade - Ved Stationen - Kastrup st. - Ved Stationen - Kastruplundgade. Afkortningen skyldes vejarbejde ved Lufthavnen. |
| 29-01-2019                  | Omlægges så der køres ad Vesterbrogade - H.C. Andersens Boulevard - Jarmers Plads i begge retninger. |
| 02-09-2019 - 03-01-2022     | Omlægges ad Nørre Farimagsgade - Vendersgade i retning mod Lufthavnen. Omlægningen skyldes hotelbyggeri ved Frederiksborggade. |
| 23-03-2020 - ca. 28-04-2020 | Omlægges ad Nordre Fasanvej - Hillerødgade i retning mod Lufthavnen. Omlægningen skyldes vejarbejde. |